# The High Chaparral
The High Chaparral (br.: Chaparral) é uma série de TV americana da NBC, do gênero western, exibida originalmente no período de 1967 a 1971 com 98 episódios. Tendo a canção tema de David Rose, a produção foi criada pelo mesmo autor do grande sucesso Bonanza, David Dortort, que também escreveu e produziu.
A série foi reexibida no Brasil pelo canal TCM (2007-2009).Atualmente é exibida pela Rede Brasil de TV(2020).

## Elenco
- Leif Erickson..."Big" John Cannon
- Cameron Mitchell (ator)...Buck
- Mark Slade...Billy Blue

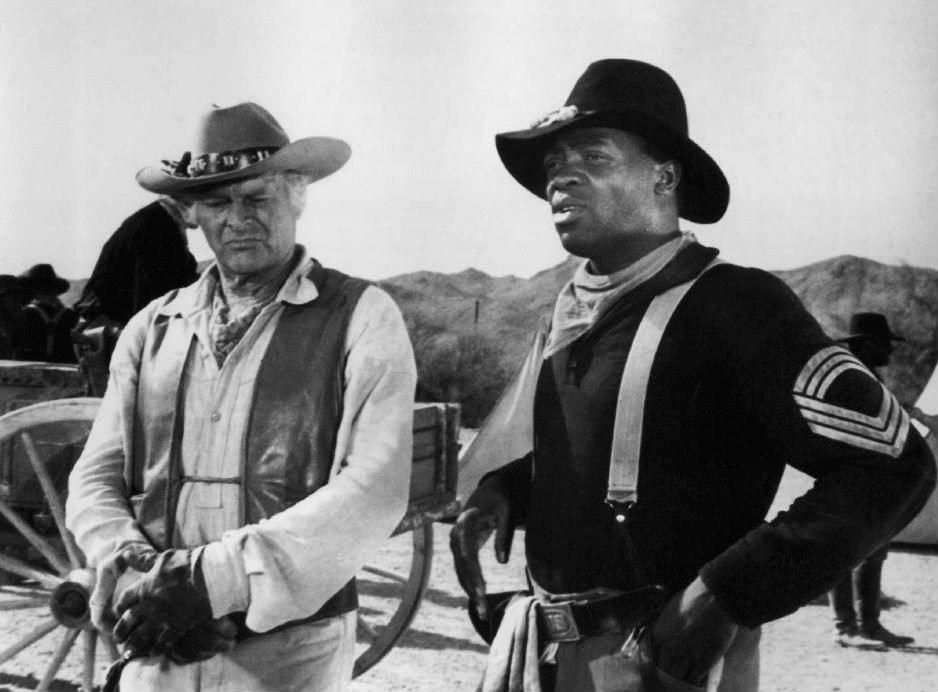
Leif Erickson com Yaphet Koto em episódio de 1968

- Joan Caulfield...Annalee, primeira esposa de Big John
- Linda Cristal...Victória
- Henry Darrow...Manolito
- Frank Silvera...Don Sebastian Montoya

## Dublagem
- "Big" John Cannon - Astro Gill Filho (1ªT), Francisco Borges(2ªe 3ªT).
- Victória - Áuria Maria
- Buck - Flavio Galvão
- Billy Blue - Marcelo Gastaldi
- Sebastian Montoya - Xandó Batista
- Manolito - Winson Ribeiro
- San Blut - Gilberto Baroli
- Narrador  - Carlos Campanile

Estúdio -  AIC - São Paulo

## Tramas
O ex-oficial da Guerra da Secessão John Cannon, apelidado de "Big John", resolve se instalar no Arizona depois de findo o conflito, comprando o rancho Rivera nas proximidades de Tucson. Vão com ele seu irmão Buck, sua esposa Annalee e seu filho Billy. No entanto, a região é perigosa e sua esposa é morta por um ataque dos apaches. Além disso há a disputa com o rancheiro Don Sebastian Montoya, que possui muitos homens e cobiça as terras de Big John.
Big John não desiste e decide continuar com sua família naquelas terras. E procura entrar em acordo com Don Montoya. Algum tempo depois, já por volta de 1870, ele se casa com Victória, filha do rancheiro. Seu cunhado Manolito, que não se dá bem com o pai, resolve ajudar Big John e a irmã a administrar o rancho e fica morando com o casal. A partir daí Big John e a família continuarão lutando com as dificuldades, enfrentando os índios, bandoleiros e fazendeiros inescrupulosos e gananciosos.